# PI-Rat
Die Kreisschülerzeitung PI-Rat ist die kostenlose Schülerzeitung für alle weiterführenden Schulen im Kreis Pinneberg, nordwestlich von Hamburg. Sie wird ehrenamtlich von Jugendlichen für Jugendliche erstellt. Sie erscheint zweimal jährlich (Sommer und Winter) in einer Auflagenstärke von 10.000 Exemplaren. Der PI-Rat ist damit die größte Schülerzeitung in Schleswig-Holstein. Die Verteilung erfolgt durch die Redaktion an Gymnasien, Gesamt-, Real- und Hauptschulen, sowie an den berufsbildenden Schulen im Kreis Pinneberg. Exemplare werden auch in Jugendeinrichtungen, Büchereien und einzelnen Geschäften ausgelegt.

## Geschichte
Eine erste Ausgabe der Zeitung erschien 1995. Bis 1999 wurden weitere vier Ausgaben veröffentlicht. 2002 wurde die Zeitung mit einem Wochenend-Seminar der Jungen Presse Pinneberg e.V. wiederbelebt. Die erste Ausgabe der neuen Folge wurde im Portable Document Format auf ihrer Homepage veröffentlicht. Die folgenden Ausgaben wurden dann aber wie geplant in gedruckter Form veröffentlicht. Die Zeitung hat von Beginn an eine Auflagenstärke von 10.000 Exemplaren.

## Ziele
Die PI-Rat-Redaktion hat den Anspruch, aus einer jugendlichen Sichtweise heraus Artikel zu Themen zu veröffentlichen, die sich um junge Menschen drehen, sie interessieren und beschäftigen. Dabei soll der uneigennützige Charakter einer Zeitung gewahrt und den interessierten Schülern und jungen Erwachsenen Gelegenheit gegeben werden, Einblicke in die Welt des Journalismus zu erhalten.
Inhaltlich verfolgt der PI-Rat das Ziel, nicht nur angenehme Themen zu behandeln, sondern auch vermeintliche Tabuthemen wie Drogenkonsum, Kriminalität, Sex oder Ausländerfeindlichkeit zu beleuchten. Diese Themen werden als „am Puls der Jugend“ angesehen.

## Redaktion
Die Redaktion des PI-Rat besteht aus Schülern, Auszubildenden und jungen Studenten im Alter zwischen 14 und 23 Jahren. Die verschiedenen Aufgabenbereiche innerhalb der Redaktionsarbeit sind in Ressorts aufgeteilt.

## Namensgebung und Logo
Der Name PI-Rat leitet sich vom Kfz-Kennzeichen PI für den Kreis Pinneberg und dem Wort „Rat“ ab. Als Kunstwort hat der Name – abgesehen von der Identifikation mit dem Kreis – keine tiefere Bedeutung. So ist der Name auch an den Piraten angelehnt.
Bis zur Ausgabe 3 nach der Neuauflage des PI-Rat wurde ein Kfz-Kennzeichen mit der Buchstabenfolge PI-Rat und nachfolgend den Ziffern für die Nummer der jeweiligen Ausgabe verwendet. Im Zuge eines Face-Liftings wurde für die Ausgabe 4 ein moderneres Logo entworfen, welches einem Graffiti ähnelt. Dieses neue Logo wurde fortan beibehalten.